# Олбери
О́лбери (англ. Albury) — город в Австралии, в штате Новый Южный Уэльс.
В этом городе в 1942 году родилась теннисистка Маргарет Корт.

## История
Первыми европейцами, которые попали в Олбери, были Гамильтон Юм и Уильям Ховелл. Во время экспедиции они приплыли сюда по реке Муррей 16 ноября 1824 года, отметив это место на своих картах как «Точка пересечения».

## Географические данные
Олбери находится на границе штатов Новый Южный Уэльс и Виктория. В этом городе в 1990 году родилась Лиза Митчелл
Вместе с городом Уодонга, который находится в штате Виктория, они составляют конгломерат Олбери-Уодонга, с населением 101 842 человека. Через южную часть города протекает река Муррей. В северо-западной части города имеется аэропорт. Здесь есть памятник, установленный в честь нидерландского экипажа самолёта Douglas DC-2, который занял в 1934 году второе место на авиагонке на приз МакРобертсона. Через населённый пункт проходят шоссе Юм и Риверайна.
Олбери входит в сельскохозяйственный регион Риверайна.

## Климат
| Показатель                    | Янв. | Фев. | Март | Апр. | Май  | Июнь | Июль | Авг. | Сен. | Окт. | Нояб. | Дек. | Год   |
| ----------------------------- | ---- | ---- | ---- | ---- | ---- | ---- | ---- | ---- | ---- | ---- | ----- | ---- | ----- |
| Абсолютный максимум, °C       | 44,6 | 41,9 | 39   | 35,7 | 27,6 | 22,5 | 19,5 | 25   | 28,9 | 36,5 | 39,5  | 42,2 | 44,6  |
| Средний суточный максимум, °C | 31,2 | 30,9 | 27,6 | 22,7 | 17,8 | 13,9 | 13   | 14,8 | 17,7 | 21,2 | 25,4  | 28,8 | 22,1  |
| Средний суточный минимум, °C  | 15,5 | 15,4 | 12,4 | 8,5  | 5,5  | 3,4  | 2,7  | 3,6  | 5,5  | 7,9  | 10,9  | 13,3 | 8,7   |
| Абсолютный минимум, °C        | 5,8  | 5,8  | 3    | 0,5  | −3   | −4   | −4   | −4   | −1,4 | 0,4  | 2,2   | 5    | −4    |
| Норма осадков, мм             | 48,6 | 40,1 | 37,9 | 45,1 | 55,4 | 69,8 | 82,3 | 80,7 | 66,3 | 63,5 | 57    | 50,9 | 701,3 |
| Источник: Бюро метеорологии   |      |      |      |      |      |      |      |      |      |      |       |      |       |